# Legislativrat (Hongkong)
Der Legislativrat von Hongkong (chinesisch 香港立法會 / 香港立法会, Pinyin Xiānggǎng Lìfǎhuì, Jyutping Hoeng1gong2 Lap6faat3wui6*2, englisch Legislative Council of Hong Kong) , kurz LegCo und amtlich Legislativrat der Sonderverwaltungszone Hongkong, ist die einkammerparlamentarische gesetzgebende Versammlung der Sonderverwaltungszone Hongkong der Volksrepublik China.

## Geschichte
Hongkong war von 26. Januar 1841 bis 1. Juli 1997 eine britische Kolonie. Durch Edikt von Königin Victoria wurde am 26. Juni 1843 die Charter of the Colony of Hong Kong erlassen, die ein Legislative Council als beratendes Gremium vorsah. Die eigentliche Macht in der Kronkolonie lag beim Gouverneur. (Siehe auch Gouverneure von Hongkong) Der Legislativrat bestand aus vier Mitgliedern und dem Gouverneur. Es handelte sich ausschließlich um eine Vertretung der „weißen“ Kolonialherren, nicht der einheimischen Bevölkerung. 1888 wurde die Regelung dahingehend verändert, dass der Gouverneur nur im Einvernehmen mit dem Rat Regelungen erlassen können.
von
Nach der Chinesisch-britische gemeinsame Erklärung zu Hongkong 1984 war klar, dass Hongkong an die Volksrepublik China übergeben werden würde. Nun wurde eine Demokratisierung der Kolonie vorgenommen und am 26. September 1985 (noch in indirekter Wahl) die erste Parlamentswahl in Hongkong vorgenommen.
Nach dem Übergang an die Volksrepublik China am 1. Juli 1997 ist das Hong Kong Basic Law (香港基本法)  als Verfassung von Hongkong wirksam, die in den Artikeln 66 bis 79 den Legislativrat als Parlament regelt.
Am Jahrestag der Rückgabe Hongkongs an China eskalierten die seit Wochen andauernden Proteste gegen das Auslieferungsgesetz in Hongkong 2019. Hunderte Demonstranten besetzten am Montagabend des 1. Juli 2019 den Legislativrat. Sie drangen gewaltsam ins Gebäude ein und zerstörten dabei Einrichtungen und entwendeten Gegenstände aus dem Legislativrat. Polizeibeamte räumten in der Nacht zum Dienstag (Ortszeit) mit Schutzschilden, Schlagstöcken und Gewehren mit Gummigeschossen das Areal und durchsuchten das Parlamentsgebäude.

## Bilder

Legislative Council-Komplex
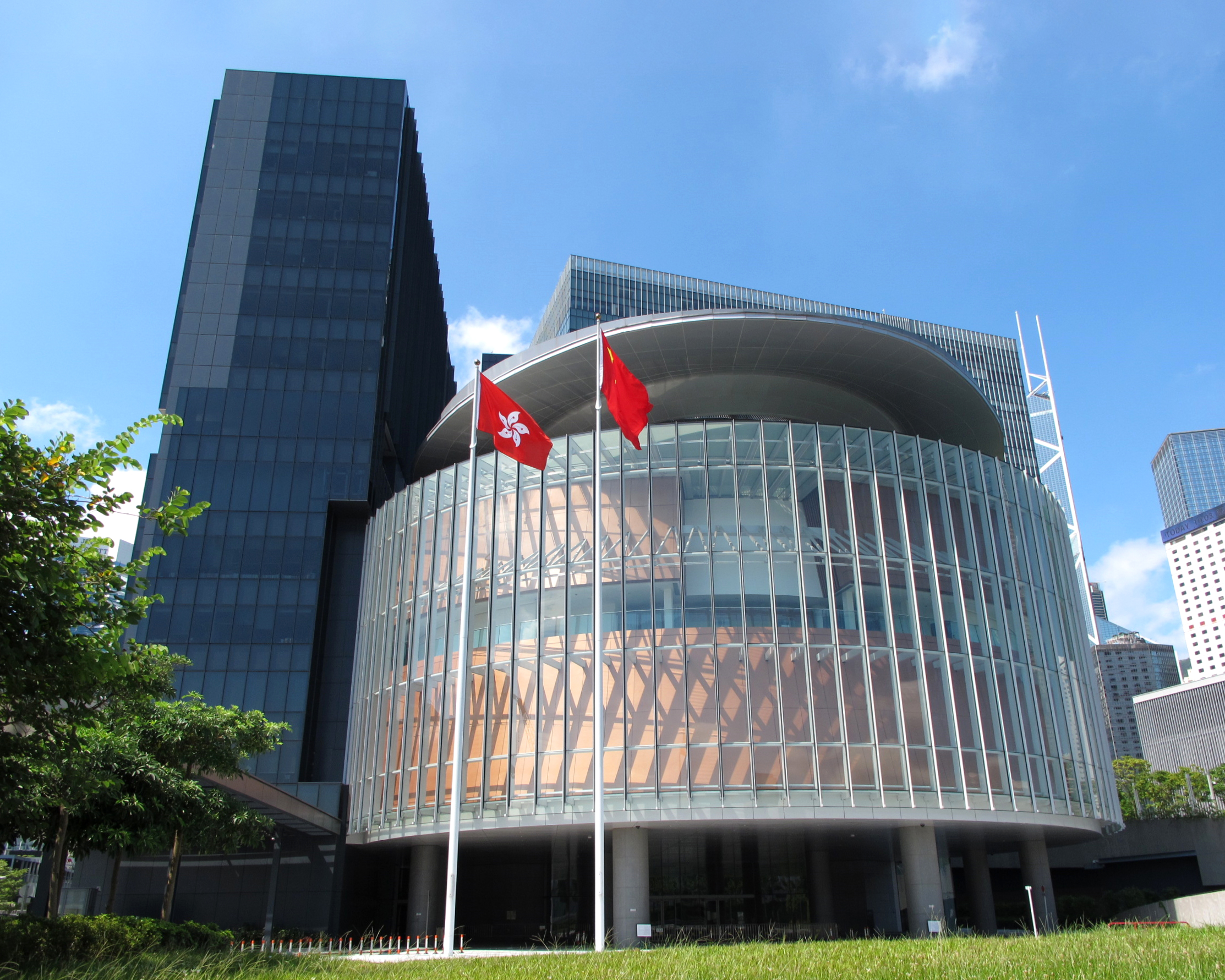
Gebäude des „Legislative Council“, Admiralty 2013
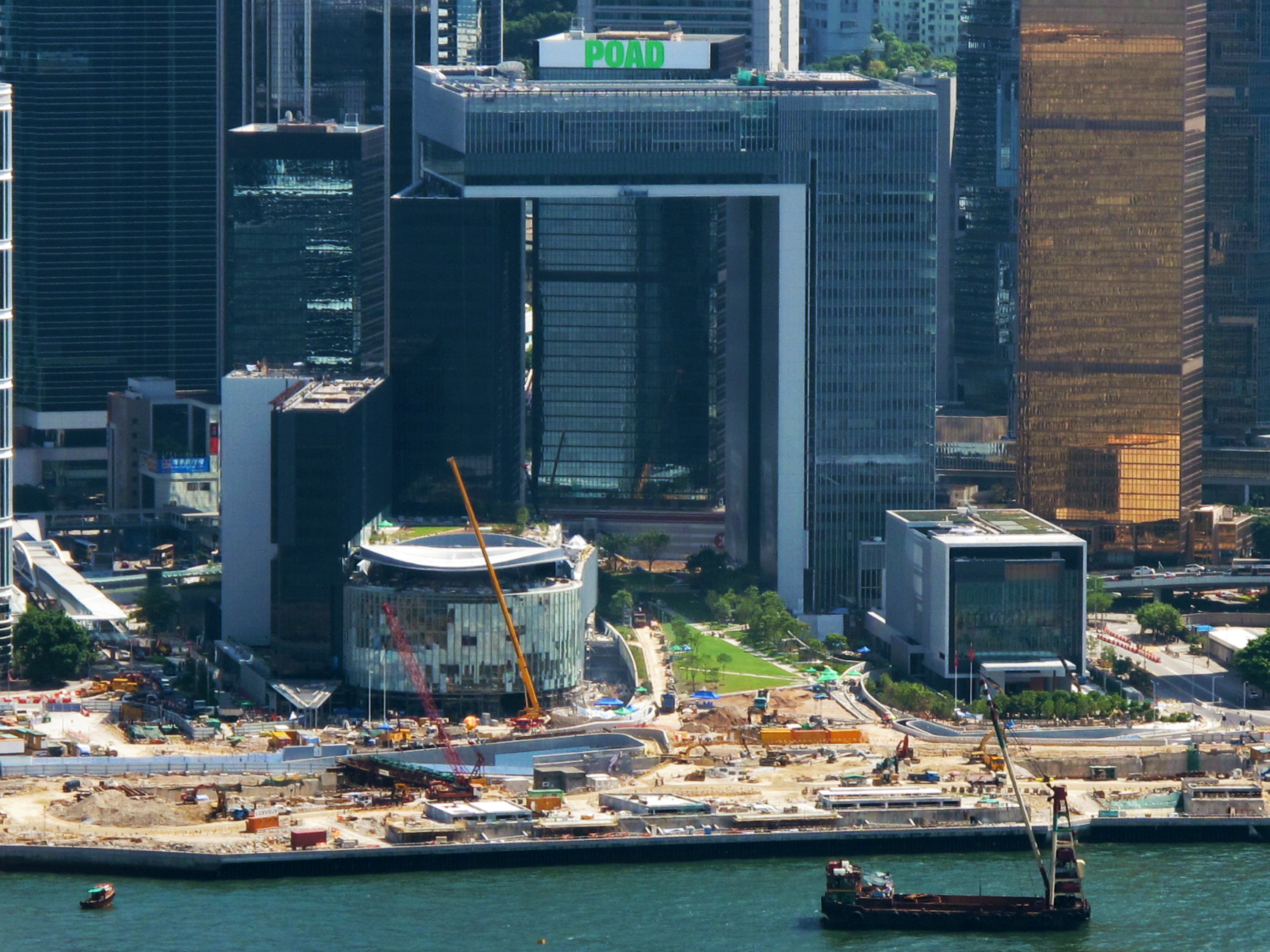
Hongkongs Regierungskomplex, Hong Kong Island 2011
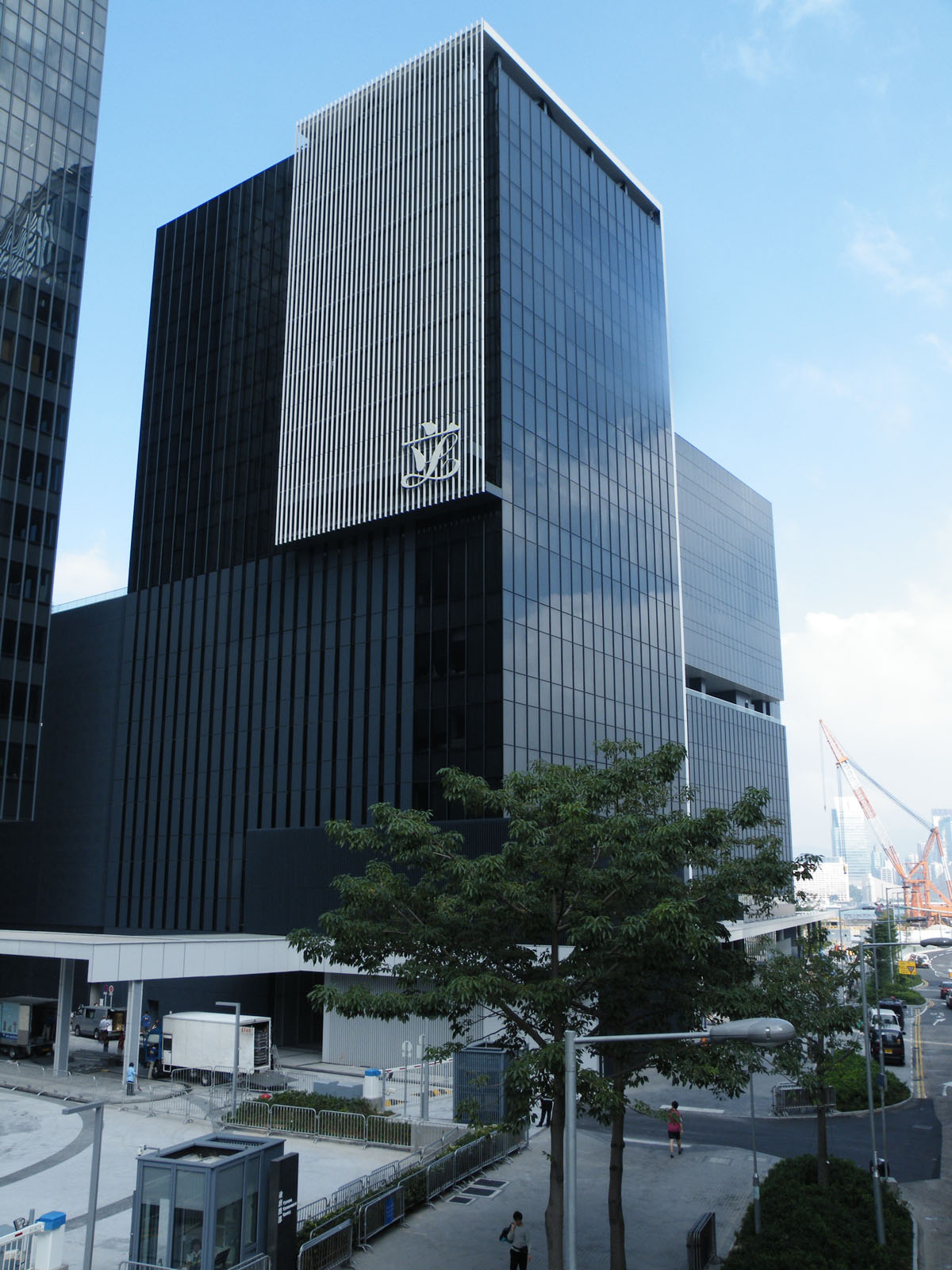
Büroturm, Regierungskomplex 2011
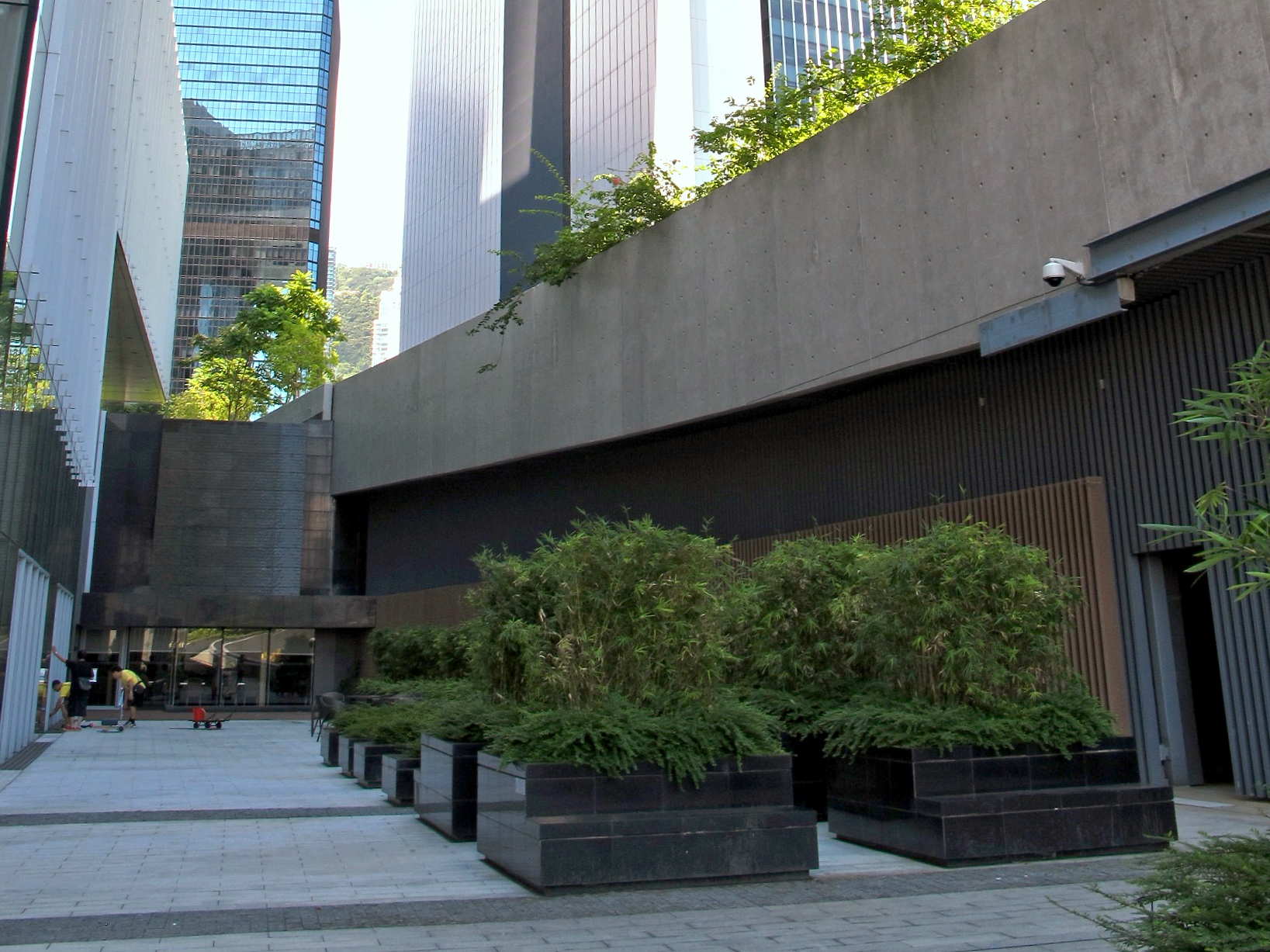
Innenhof, Regierungskomplex 2013